# Coupe du monde de football des moins de 20 ans 2021
Navigation
Pologne 2019 Argentine 2023
La Coupe du Monde de football des moins de 20 ans 2021 devait se dérouler en Indonésie du 20 mai au 12 juin 2021. Cette édition de la Coupe du Monde U-20 de la FIFA, le championnat mondial de football junior disputé par les équipes nationales masculines des moins de 20 ans et organisé tous les deux ans depuis 1977, a cependant été annulée en raison de la pandémie de COVID-19.
La 23e édition du mondial des moins de 20 ans se déroulera finalement en 2023, toujours en Indonésie.
Avant l'annulation de l'édition 2021, quelques équipes avaient déjà obtenu leur qualification. L'Ukraine, championne en titre, n'en faisait pas partie en raison de la décision prise par l' UEFA d'annuler le Championnat d'Europe des moins de 19 ans, à l'origine qualificatif pour le mondial, et de procéder à un mode de désignation des qualifiés européens basé sur le classement par coefficient UEFA de la saison 2019-2020.

## Sélection de l'hôte
Cinq candidatures pour accueillir le tournoi ont été soumises avant le 23 mai 2019. Le 4 septembre 2019, trois offres actives étaient à l'étude. Le 23 octobre 2019, il a été signalé que le Brésil avait retiré son offre en raison de faibles chances de gagner. Il ne restait alors que deux candidatures : celles du Pérou et de l'Indonésie. Le Pérou étant également en lice pour l'organisation de la Coupe du monde des moins de 17 ans 2021, la FIFA décide, lors de la réunion du Conseil de la FIFA à Shanghai, en Chine, d'attribuer l'organisation du mondial des moins de 17 ans au Pérou et celle du mondial des moins de 20 ans à l'Indonésie.
L'Indonésie n'a jamais accueilli de tournoi de la FIFA auparavant, mais a déjà co-organisé la Coupe d'Asie de l'AFC 2007 et a également accueilli les Jeux asiatiques de 1962 et 2018.
L'annulation du tournoi de 2021 est sans conséquence pour l'Indonésie : le  24 décembre 2020 la FIFA a en effet annoncé qu'elle accueillerait bien le tournoi en 2023.

### Candidatures retirées ou écartées

#### Myanmar /  Thaïlande (AFC)
La Thaïlande a accueilli le Championnat du monde féminin U-19 de la FIFA 2004 et la Coupe du monde de futsal de la FIFA 2012, tandis que le Myanmar n'a jamais accueilli de tournoi de la FIFA.
L'offre conjointe du Myanmar et de la Thaïlande a été retirée au profit de la candidature indonésienne le 27 août 2019.

#### Bahreïn /  Arabie Saoudite /  Émirats arabes unis (AFC)
Bahreïn n'a jamais accueilli de tournoi de la FIFA, contrairement à l'Arabie saoudite qui a notamment organisé sur son sol les trois premières éditions de la Coupe des Confédérations (à l'origine la Coupe du Roi Fahd). Les Émirats arabes unis ont organisé sept tournois de la FIFA : la Coupe du monde de beach soccer de la FIFA 2009, la Coupe du monde U-17 de la FIFA 2013 ainsi que la Coupe du monde des clubs de la FIFA à quatre reprises (entre 2009 et 2018). L'Arabie saoudite et les Émirats arabes unis étaient également les seuls pays en lice à avoir déjà accueilli la Coupe du monde des moins de 20 ans, en 1989 et 2003 respectivement.
La candidature conjointe de Bahreïn, de l'Arabie saoudite et des Émirats arabes unis a été écartée de la liste des candidats à la Coupe du Monde U-20 de la FIFA le 4 septembre 2019.

#### Brésil (CONMEBOL)
Le Brésil affiche une liste conséquente de tournois de la FIFA déjà organisés sur son sol : deux Coupes du Monde de la FIFA (1950 et 2014), le Championnat du Monde des Clubs de la FIFA 2000, la Coupe des Confédérations de la FIFA 2013, la Coupe du Monde U-17 de la FIFA 2019, la Coupe du monde de futsal de la FIFA 2008, les trois premières éditions de la Coupe du monde de beach soccer, ainsi que les tournois olympiques de football masculin et féminin de 2016 pour un total de 11 tournois.
Le Brésil s'est retiré le 23 octobre 2019, estimant trop minces ses chances d'être désigné selon le média brésilien Rede Globo.

## Les équipes qualifiées
Sur un total de 24 équipes équipes attendues, seules quelques-unes ont obtenu leur qualification avant l'annonce de l'annulation.
| Confédération                                                          | Tournoi de qualification                                                                       | Équipe     | Participation | Dernière apparition | Meilleure performance précédente  |
| ---------------------------------------------------------------------- | ---------------------------------------------------------------------------------------------- | ---------- | ------------- | ------------------- | --------------------------------- |
| AFC (Asie) (Hôte + 4 équipes)                                          | Pays hôte, qualifié d'office                                                                   | Indonésie  | 2e            | 1979                | Premier tour (1979)               |
| AFC (Asie) (Hôte + 4 équipes)                                          | Championnat AFC U-19 2020 (reporté, puis annulé par l'AFC)                                     | -          |               |                     |                                   |
| AFC (Asie) (Hôte + 4 équipes)                                          | Championnat AFC U-19 2020 (reporté, puis annulé par l'AFC)                                     | -          |               |                     |                                   |
| AFC (Asie) (Hôte + 4 équipes)                                          | Championnat AFC U-19 2020 (reporté, puis annulé par l'AFC)                                     | -          |               |                     |                                   |
| AFC (Asie) (Hôte + 4 équipes)                                          | Championnat AFC U-19 2020 (reporté, puis annulé par l'AFC)                                     | -          |               |                     |                                   |
| CAF (Afrique) (4 équipes)                                              | Coupe d'Afrique des Nations U-20 2021                                                          | Ouganda    | 1er           | N / A               | N / A                             |
| CAF (Afrique) (4 équipes)                                              | Coupe d'Afrique des Nations U-20 2021                                                          | Gambie     | 2e            | 2007                | 8e de Finale (2007)               |
| CAF (Afrique) (4 équipes)                                              | Coupe d'Afrique des Nations U-20 2021                                                          | Ghana      | 8e            | 2015                | Champion (2009)                   |
| CAF (Afrique) (4 équipes)                                              | Coupe d'Afrique des Nations U-20 2021                                                          | Tunisie    | 3e            | 1985                | Premier tour (1977, 1985)         |
| CONCACAF (Amérique du Nord, Amérique centrale et Caraïbes) (4 équipes) | Championnat U-20 de la CONCACAF 2020 (reporté, puis annulé par la CONCACAF)                    | -          |               |                     |                                   |
| CONCACAF (Amérique du Nord, Amérique centrale et Caraïbes) (4 équipes) | Championnat U-20 de la CONCACAF 2020 (reporté, puis annulé par la CONCACAF)                    | -          |               |                     |                                   |
| CONCACAF (Amérique du Nord, Amérique centrale et Caraïbes) (4 équipes) | Championnat U-20 de la CONCACAF 2020 (reporté, puis annulé par la CONCACAF)                    | -          |               |                     |                                   |
| CONCACAF (Amérique du Nord, Amérique centrale et Caraïbes) (4 équipes) | Championnat U-20 de la CONCACAF 2020 (reporté, puis annulé par la CONCACAF)                    | -          |               |                     |                                   |
| CONMEBOL (Amérique du Sud) (4 équipes)                                 | Championnat d'Amérique du Sud U-20 2021 (annulé par la CONMEBOL)                               | -          |               |                     |                                   |
| CONMEBOL (Amérique du Sud) (4 équipes)                                 | Championnat d'Amérique du Sud U-20 2021 (annulé par la CONMEBOL)                               | -          |               |                     |                                   |
| CONMEBOL (Amérique du Sud) (4 équipes)                                 | Championnat d'Amérique du Sud U-20 2021 (annulé par la CONMEBOL)                               | -          |               |                     |                                   |
| CONMEBOL (Amérique du Sud) (4 équipes)                                 | Championnat d'Amérique du Sud U-20 2021 (annulé par la CONMEBOL)                               | -          |               |                     |                                   |
| OFC (Océanie) (2 équipes)                                              | Championnat OFC U-20 2021 (annulé par l'OFC)                                                   | -          |               |                     |                                   |
| OFC (Océanie) (2 équipes)                                              | Championnat OFC U-20 2021 (annulé par l'OFC)                                                   | -          |               |                     |                                   |
| UEFA (Europe) (5 équipes)                                              | Championnat d'Europe des moins de 19 ans de l'UEFA 2020 (annulé, équipes désignées par l'UEFA) | Angleterre | 12e           | 2017                | Champion (2017)                   |
| UEFA (Europe) (5 équipes)                                              | Championnat d'Europe des moins de 19 ans de l'UEFA 2020 (annulé, équipes désignées par l'UEFA) | France     | 8e            | 2019                | Champion (2013)                   |
| UEFA (Europe) (5 équipes)                                              | Championnat d'Europe des moins de 19 ans de l'UEFA 2020 (annulé, équipes désignées par l'UEFA) | Italie     | 8e            | 2019                | 3e Place (2017)                   |
| UEFA (Europe) (5 équipes)                                              | Championnat d'Europe des moins de 19 ans de l'UEFA 2020 (annulé, équipes désignées par l'UEFA) | Pays-Bas   | 5e            | 2005                | Quart de final (1983, 2001, 2005) |
| UEFA (Europe) (5 équipes)                                              | Championnat d'Europe des moins de 19 ans de l'UEFA 2020 (annulé, équipes désignées par l'UEFA) | Portugal   | 13e           | 2019                | Champion (1989, 1991)             |

## Lieux
L' Association indonésienne de football (PSSI) a proposé 10 stades dans 10 municipalités de 7 provinces, à cheval sur deux fuseaux horaires. Quatre d'entre eux sont situés dans des régences au lieu de villes ; Stade Wibawa Mukti à Cikarang (Régence Bekasi), Stade Pakansari à Cibinong (Régence de Bogor), Stade Jalak Harupat à Soreang (Régence de Bandung) et Stade Kapten I Wayan Dipta à Gianyar (Régence de Gianyar) - le seul lieu proposé à être en dehors du fuseau horaire WIB (UTC+7). Huit sont situés sur l'île de Java (dont quatre construits à l'intérieur de la zone métropolitaine de Jakarta), un à Sumatra et un à Bali. Enfin, Java Ouest disposait de quatre sites ; Cikarang, Cibinong, Soreang et Bekasi City (Patriote Stadium).
Le 26 juin 2020, la PSSI a annoncé les 6 sites sélectionnés, sous réserve de validation par la FIFA :
| Jakarta                 | Surabaya                   | Soreang                |  |
| ----------------------- | -------------------------- | ---------------------- |  |
| Stade Gelora Bung Karno | Stade Gelora Bung Tomo     | Stade Jalak Harupat    |  |
| Capacité : 77 193       | Capacité : 45 280          | Capacité : 27 000      |  |
|                         |                            |                        |  |
| Surakarta               | Gianyar                    | Palembang              |  |
| Stade de Manahan        | Stade Kapten I Wayan Dipta | Stade Gelora Sriwijaya |  |
| Capacité : 20 000       | Capacité : 22 931          | Capacité : 23 000      |  |

## Développement et préparation
Le gouvernement indonésien a formé le comité d'organisation du tournoi sous le nom de Comité d'organisation de la Coupe du monde U-20 de la FIFA en Indonésie (INAFOC). Lors d'un conseil des ministres le 1er juillet 2020, le président indonésien Joko Widodo a nommé Ministre de la jeunesse et des sports Zainudin Amali en tant que président du comité.
Le 24 décembre 2020, en raison de la pandémie de COVID-19, la FIFA a été contrainte de reporter le tournoi en 2023.